# Chris Scott
Chris Scott (Palmetto, 4 agosto 1987) è un giocatore di football americano statunitense che milita nel ruolo di offensive guard per i Carolina Panthers della National Football League (NFL).

## Biografia
Dopo avere giocato al college a football a Tennessee, Remmers fu scelto nel corso del quinto giro (151º assoluto) del Draft NFL 2010 dai Pittsburgh Steelers. Dopo essere stato svincolato il 5 ottobre 2011, nel 2012 fece parte di quattro diverse squadre: Green Bay Packers, Tampa Bay Buccaneers, Tennessee Titans e Buffalo Bills. Dopo due sole presenze sino a questo momento della carriera, nel 2013 passò ai Carolina Panthers con cui quell'anno disputò 10 partite di cui 8 come titolare. Dopo avere rinnovato il contratto con i Panthers nel febbraio 2015, quell'anno disputò un nuovo massimo personale di 13 presenze, raggiungendo il Super Bowl 50.

## Palmarès

### Franchigia
- American Football Conference Championship: 1

Pittsburgh Steelers: 2010
- National Football Conference Championship: 1

Carolina Panthers: 2015

## Statistiche
| Partite totali      | 33 |
| Partite da titolare | 8  |

Statistiche aggiornate alla stagione 2015